# Exosat
Exosat is een afkorting voor European X-Ray Observatory Satellite.
Exosat was de eerste ESA-missie die volledig gewijd was aan de studie van röntgenstraling tussen 0,05 en 50 keV in het universum. De satelliet observeerde een groot aantal objecten waaronder röntgendubbelsterren, supernova's en clusters.
De satelliet werd gelanceerd op 26 mei 1983 met een Thor delta raket vanaf de Vandenberg luchtmachtbasis in de VS, en is sinds 9 april 1986 niet meer in gebruik.